# Maria Euthymia Üffing
Maria Euthymia Üffing (ur. 8 kwietnia 1914 w Halverde, zm. 9 września 1955 w Münster) – niemiecka Błogosławiona Kościoła katolickiego.
Urodziła się w Westfalii w wielodzietnej rodzinie. W dzieciństwie zachorowała na krzywicę. 27 kwietnia 1924 roku przyjęła Pierwszą Komunię Świętą, a w dniu 3 września 1924 roku sakrament bierzmowania. Mając 14 lat poczuła powołanie do życia zakonnego, i w dniu 23 lipca 1933 roku wstąpiła do Zgromadzenia Sióstr Świętego Klemensa, tam przyjęła imię zakonne Euthymia. W dniu 3 września 1939 roku po zdaniu egzaminów z wyróżnieniem uzyskała dyplom pielęgniarski. Powierzono jej prowadzenie pralni w Dinslaken. Później zachorowała na raka. Zmarła mając 41 lat w opinii świętości. Została beatyfikowana przez papieża Jana Pawła II w dniu 7 października 2001 roku.